# Misano Adriatico

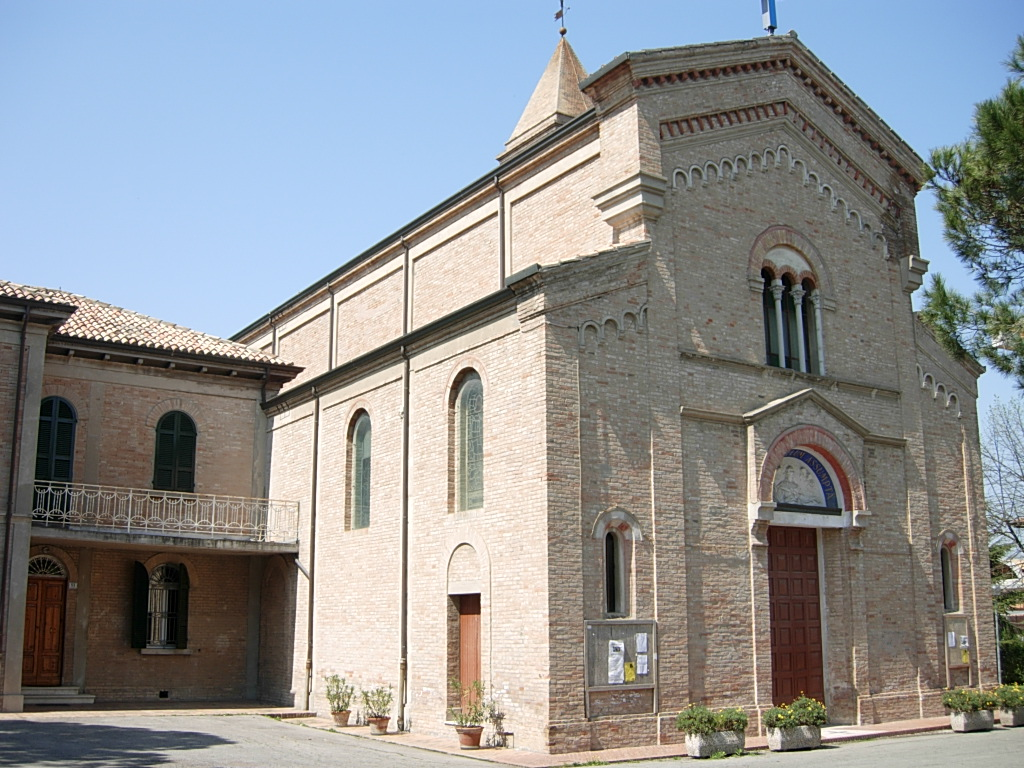
Chiesa di Santa Maria Assunta a Scacciano

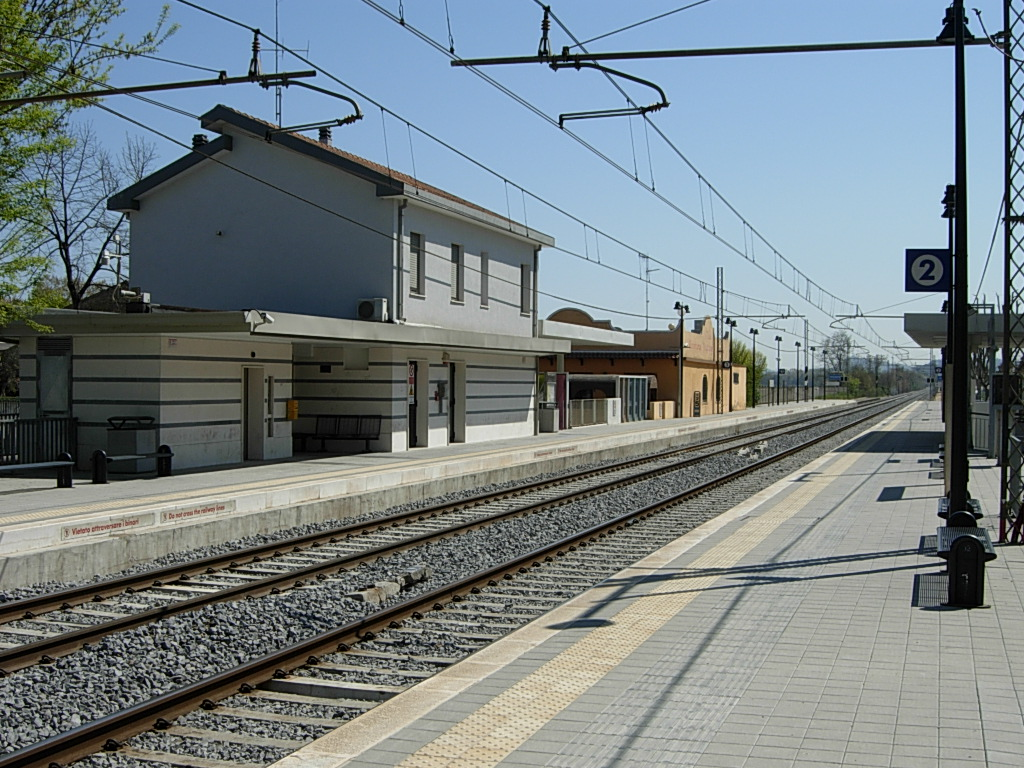
treinstation

Misano Adriatico is een gemeente en badplaats aan de Adriatische Zee in de Italiaanse provincie Rimini (regio Emilia-Romagna) in Italië en telt 11.485 inwoners. De oppervlakte bedraagt 22,4 km², de bevolkingsdichtheid is 461 inwoners per km². Het ligt tussen Riccione en Cattolica en circa 14 km van Rimini. Het beschikt over 3 kilometer zandstrand en een jachthaven.
De gemeente bestaat uit de volgende frazioni: Belvedere, Misano Brasile, Misano Cella, Misano Mare, Misano Monte, Portoverde, Santamonica, Scacciano, Villaggio Argentina.

## Bezienswaardigheden
- Chiesa di Santa Maria Assunta a Scacciano, kerk van Misano Adriatico
- Misano World Circuit Marco Simoncelli, racecircuit in Santa Monica sinds 1972

## Verkeer en vervoer
Misano Adriatico is bereikbaar via de E45, A14. Het heeft ook een treinstation.

## Sport
In Santa Monica (Misano Adriatico) is een voetbalstadion.